# 徐嘉敏
徐嘉敏（1994年4月11日—）是一名中国足球运动员，上海人，目前效力于中超联赛球队天津津门虎足球俱乐部，司职门将。徐嘉敏曾多次入選中国国家青年足球队。

## 俱乐部生涯
2011年，徐嘉敏开始了其职业足球生涯，当时他被租借到中甲俱樂部上海浦东中邦足球俱乐部。 2012年7月加盟中国足球协会超级联赛球隊贵州人和。  2018年11月11日，他首次在中国足球协会超级联赛上亮相。
2019年2月28日，徐被外借至中甲俱樂部黑龙江冰城足球俱乐部。 
2020年7月9日，徐嘉敏与大连人职业足球俱乐部签约。